# Chilonzor Tashkent
El  Chilonzor Tashkent (en uzbeko: Chilonzor Toshkent futbol klubi, en ruso: Футбольный клуб «Чиланзар» Ташкент, Futbolnyj Kłub "Chilanzar" Taszkient) fue un equipo de fútbol de Uzbekistán que alguna vez jugó en la Liga de fútbol de Uzbekistán, la primera división de fútbol en el país.

## Historia
Fue fundado en el año 1993 en la capital Taskent y un año más tarde hace su debut en la Segunda Liga de Uzbekistán, donde en ese año logra el ascenso a la Primera Liga de Uzbekistán.
En 1996 termina en segundo lugar de la segunda división y asciende a la Liga de fútbol de Uzbekistán por primera vez en su historia. Su primera temporada en la primera división fue también de despedida ya que descendió a la Primera Liga de Uzbekistán al terminar en el lugar 16 de la liga. Dos años después desciende a la Segunda Liga y desaparece en 1999 por razones financieras.

### ¿Reencarnación?
En 2012 nace el Pakhtakor-2, equipo filial del Pakhtakor Tashkent, y en su primera temporada se inscribieron con el nombre Paxtakor II-Chilonzor Tashkent, aunque ese nombre solo lo usaron en esa temporada.

## Palmarés
- Segunda Liga de Uzbekistán: 1

1994

## Jugadores

### Jugadores destacados
| - Shuxrat Jabborov - Konstantin Kuznetsov | - Baxodir Saidqamolov - Sherzod Sharipov |